# Eumops patagonicus
Eumops patagonicus es una especie de murciélago de la familia Molossidae.

## Distribución geográfica
Se encuentra en Argentina, Bolivia, Paraguay y en el noroeste de Uruguay .

## Importancia sanitaria
Esta especie es considerada como vector biológico de la rabia.